# Atomminister
Sogenannte Atomminister waren bis 1962 auf Bundesebene die Leiter des Atomministeriums der Bundesrepublik Deutschland.
Das Bundesministerium für Atomfragen, wie seine offizielle Bezeichnung lautete, ist 1955 gegründet worden. 1957 wurde es in Bundesministerium für Atomkernenergie und Wasserwirtschaft und 1962 in Bundesministerium für Wissenschaftliche Forschung umbenannt. 1969 erhielt es die Bezeichnung Bundesministerium für Bildung und Wissenschaft, welche es bis zur Wiedervereinigung 1994 mit dem Bundesministerium für Forschung und Technologie behielt. Durch Umbenennung erhielt es 1998 die derzeit gültige Bezeichnung Bundesministerium für Bildung und Forschung.
Erster Atomminister war Franz Josef Strauß, sein Nachfolger wurde am 16. Oktober 1956 Siegfried Balke, beide CSU.
Die Einrichtung eines Atomministeriums war neben der Gründung der EURATOM wichtigster Baustein der Deutschen Atompolitik. Die früheren Aufgaben des Atomministers nehmen derzeit der Forschungs- und der Umweltminister wahr.